# Racek černozobý
Racek černozobý (Chroicocephalus bulleri) je malý až středně velký druh racka z rodu Chroicocephalus, jediný endemitní druh racka Nového Zélandu. Původně byl rozšířen pouze na Jižním ostrově, avšak v roce 1932 byl poprvé zaznamenán při hnízdění i na Severním ostrově, kde se dnes nachází méně než 2 % populace. O druhu se občas hovoří jako o „nejohroženějším rackovi na světě“, nicméně při leteckých průzkumech v letech 2014–2017 bylo zjištěno, že populace druhu dosahuje až 120 000 ptáků, takže status druhu dle IUCN byl v roce 2020 povýšen z ohroženého taxonu hned o dva stupně, a sice na téměř ohrožený druh. Racek černozobý hnízdí v hustých koloniích o stovkách až tisících jedinců na štěrkových korytech divočících řek, zimu tráví v hejnech při mořském pobřeží.

## Systematika

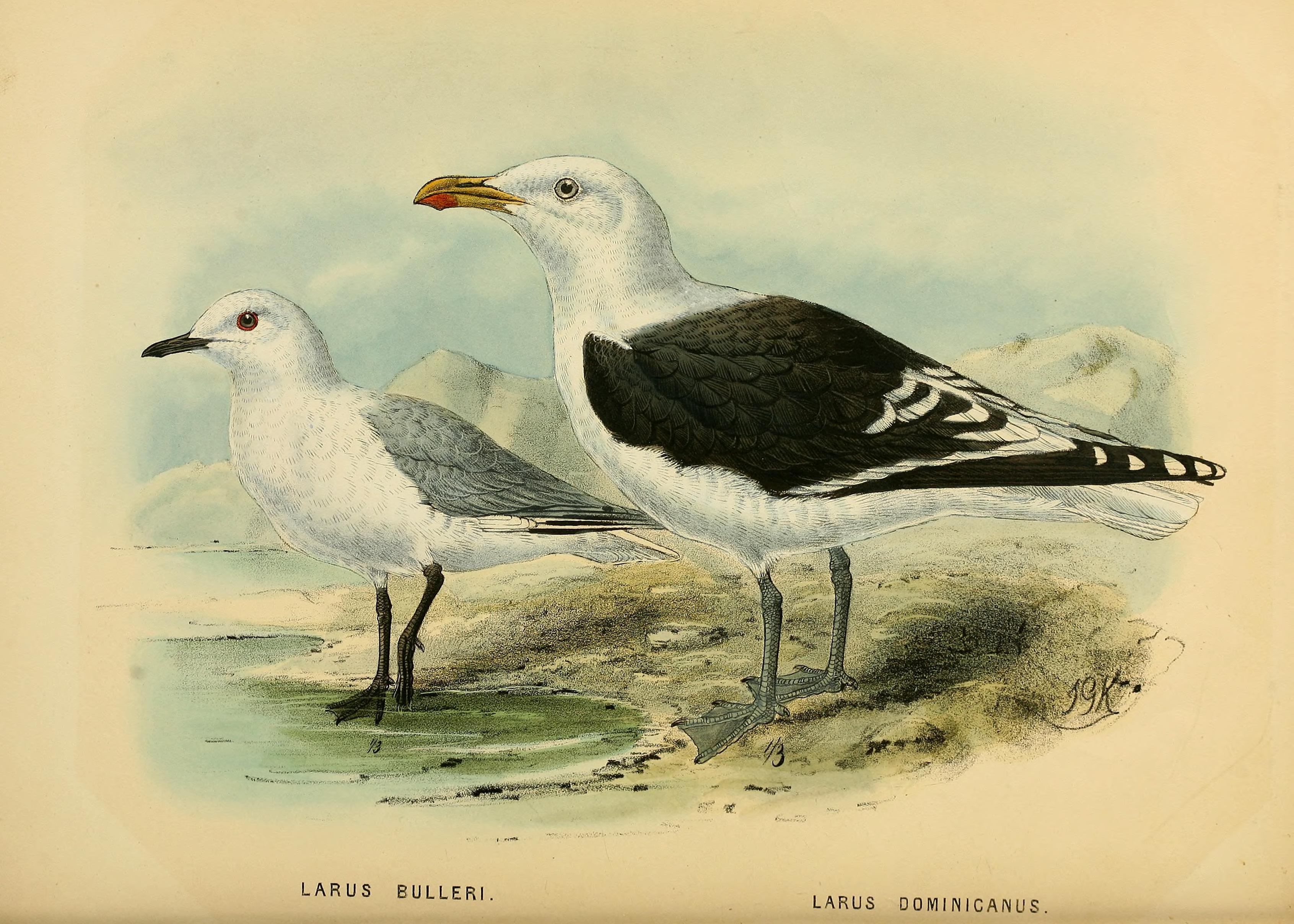
Racek černozobý (vlevo) a velikostně mohutnější racek jižní (John Gerrard Keulemans, 1873)

Prvním bezpečně doloženým ornitologem, který začal považovat racka černozobého za samostatný druh, byl nestor novozélandské ornitologie Walter Buller. Ten v roce 1869 publikoval studii, ve které ptáka pojmenoval jako Bruchigavia melanorhyncha. V roce 1871, tedy dva roky po publikaci Walterova první zmínky o novém druhu racka, druh formálně popsal anglicko-novozélandský vědec Frederick Hutton. Jelikož však druhové jméno melanorhyncha (z řečtiny, doslova „černozobý“) bylo přiřazeno jinému druhu racka, Hutton navrhl nové druhové jméno bulleri na počest Waltera Bullera, který tento návrh rád přijal a sám opeřence takto pojmenoval ve své knize History of the Birds of New Zealand.
Racek černozobý se řadí do rodu Chroicocephalus. Maorský název druhu zní tarāpuka. Podle výzkumu genů publikovaném v roce 2018 je populace racků černozobých ze Severního ostrova geneticky výrazně odlišná od populace z Jižního ostrova. Bylo navíc zjištěno, že genetický tok mezi jednotlivými populacemi na Jižním ostrově nastává hlavně mezi sousedícími koloniemi a racci ze vzdálenějších kolonií se spolu příliš nepáří.

## Popis
Velikost racků černozobých se pohybuje kolem 37 cm. Samec váží kolem 300 g, o něco lehčí samice kolem 250 g. Rozpětí křídel se pohybuje mezi 81–96 cm. Jedná se o poměrně malého racka jemných tvarů s dlouhým útlým zobákem. Křídla jsou úzká a poměrně dlouhá, při složení sahají až za ocas. Opeření svatebního šatu je většinou sněhově bílé. Hřbet a křídla jsou stříbrně šedé. Vnější letky přechází u konců do tmavě šedé až černé, avšak samotné konce letek jsou často opět bílé. Zobák a nohy jsou černé. Oči jsou bílé s červenými očními kroužky. Prostý šat dospělců se vyznačuje oranžovočerveným až tmavě červeným očním kroužkem a černýma nohama s různou měrou přimíchané červené barvy. Zobák prostého šatu bývá červený s černým koncem a černou linkou ve střední části. Během podzimu a zimy se může u všech věkových skupin objevit šedá skvrna v oblasti před, pod nebo nad okem. Nedospělí jedinci mají za okem šedou skvrnu, oblast tmavé barvy na koncích křídel je větší, jejich zobák je světlé tělové barvy s černým koncem, nohy jsou růžové, krvavě červené až červenočerné, oči šedé, oční kroužky černé. 
K záměně může dojít hlavně s rackem australským (Chroicocephalus novaehollandiae) subsp. scopulinus, též znám jako racek novozélandský. Barevné odstíny opeření, zobáku a noh jsou velmi podobné rackům novozélandským hlavně u nedospělých jedinců racků černozobých. Racky černozobé lze obyčejně rozlišit hlavně podle jemnějších obrysů těla a užšímu a delšímu zobáku.

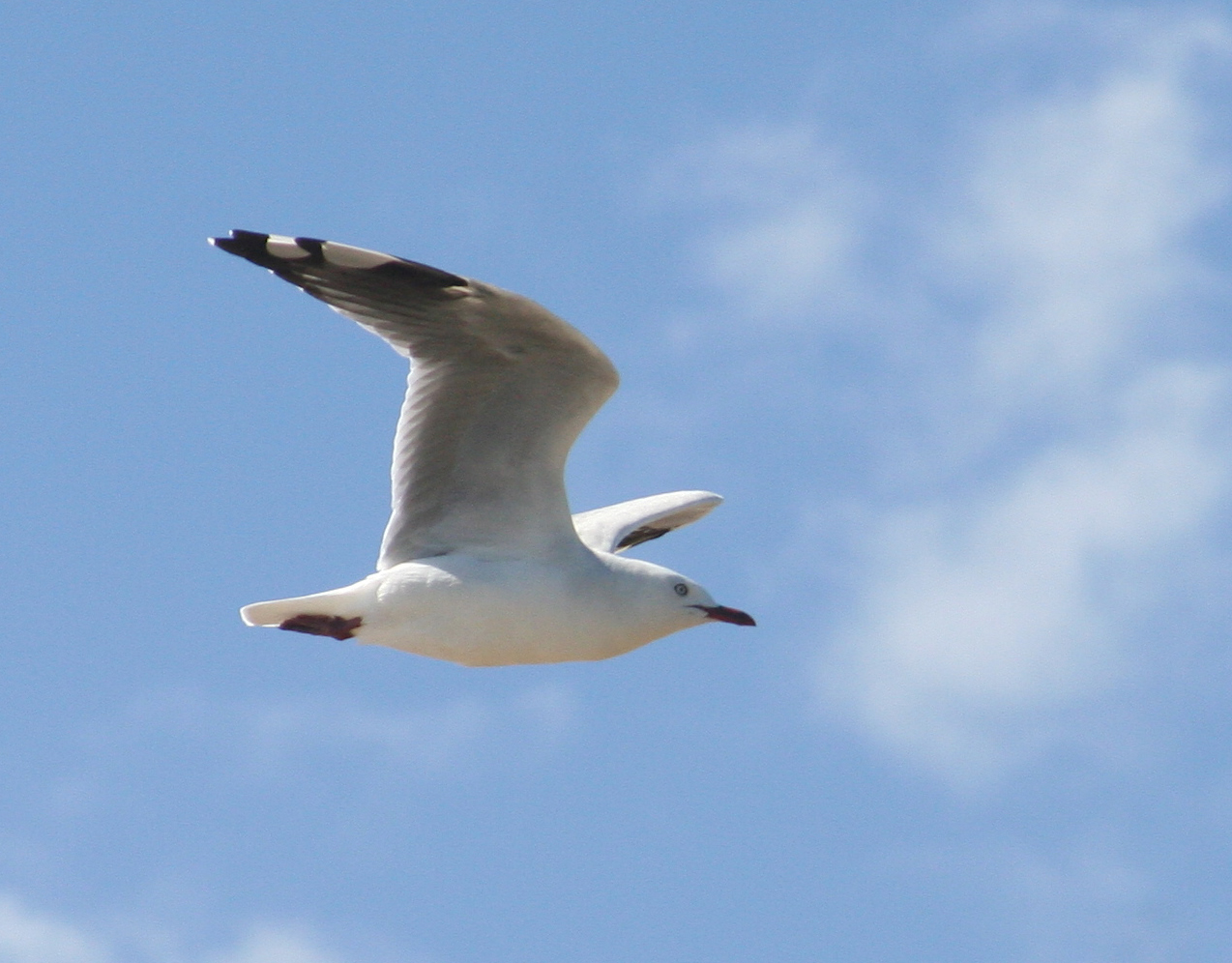
V letu
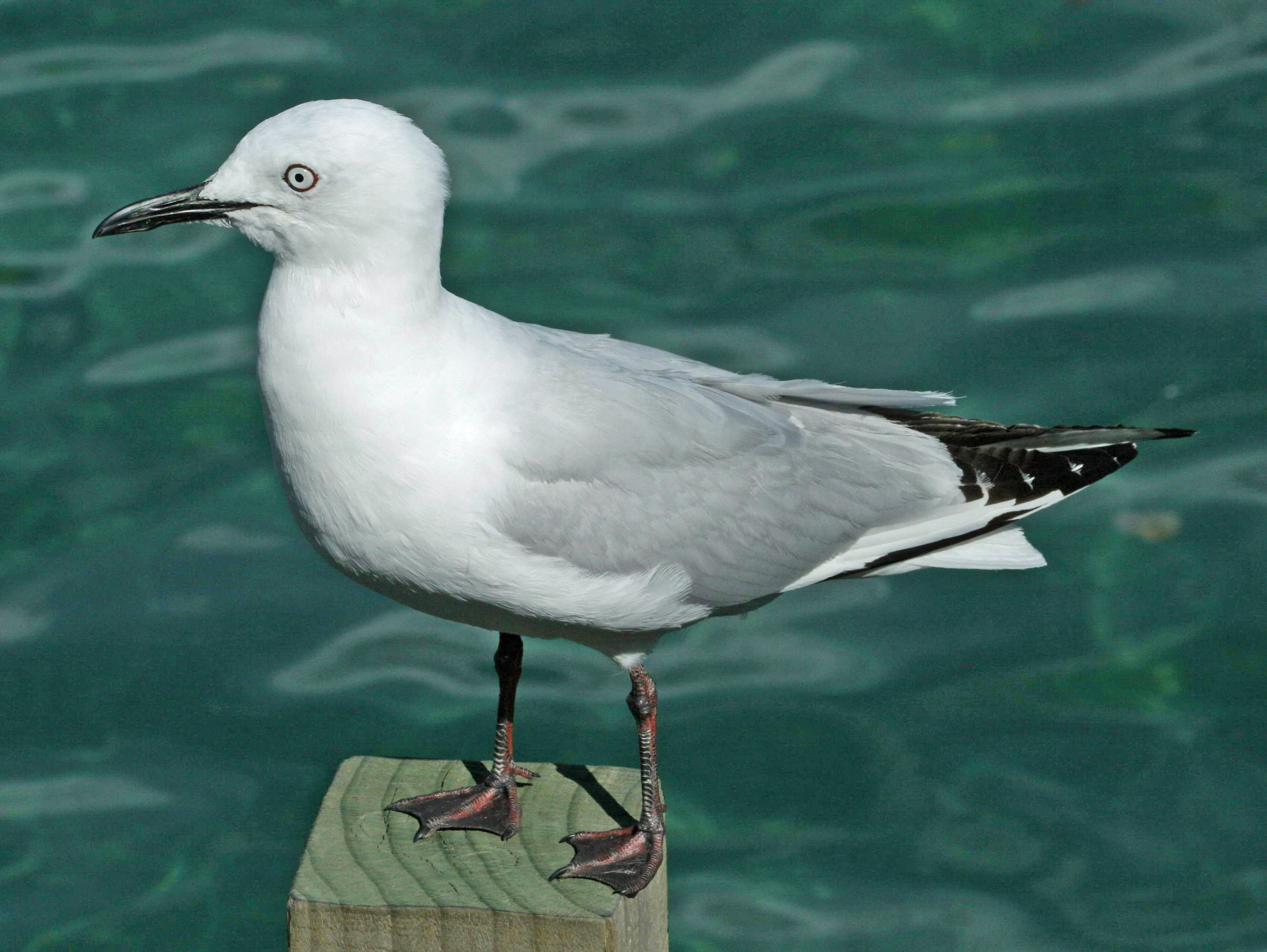
V posedu
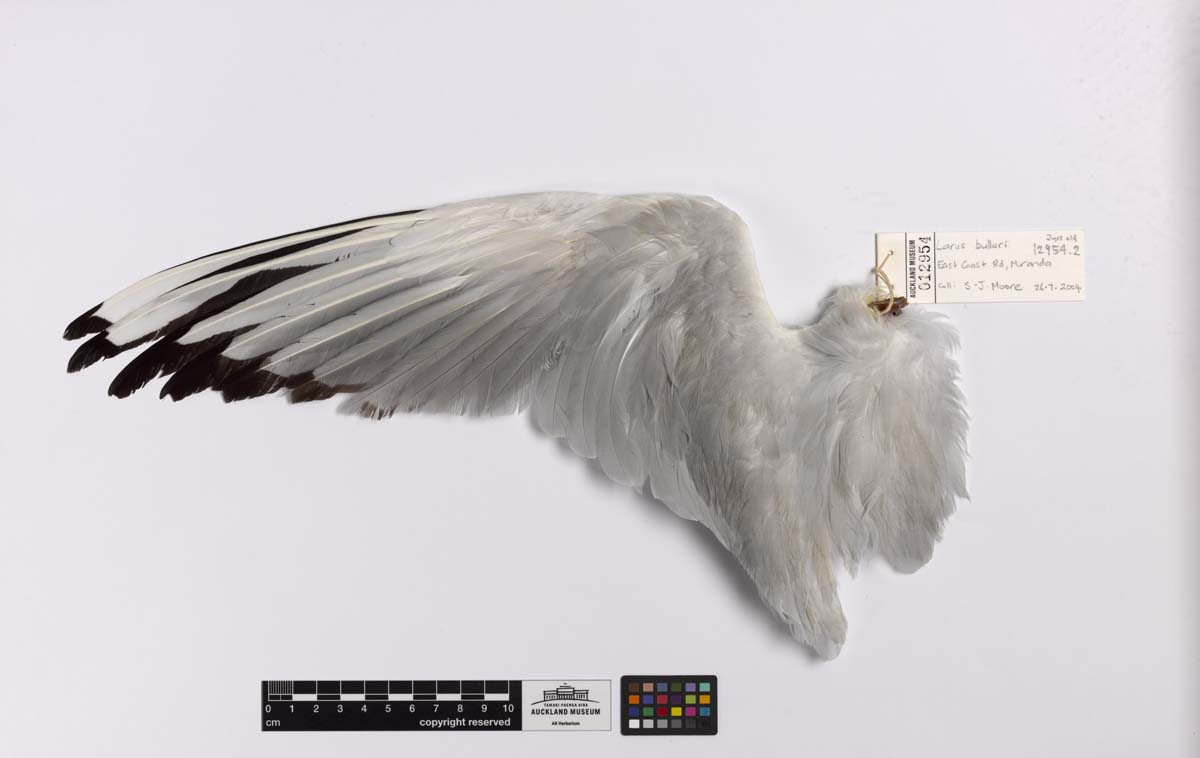
Detail křídla

## Výskyt

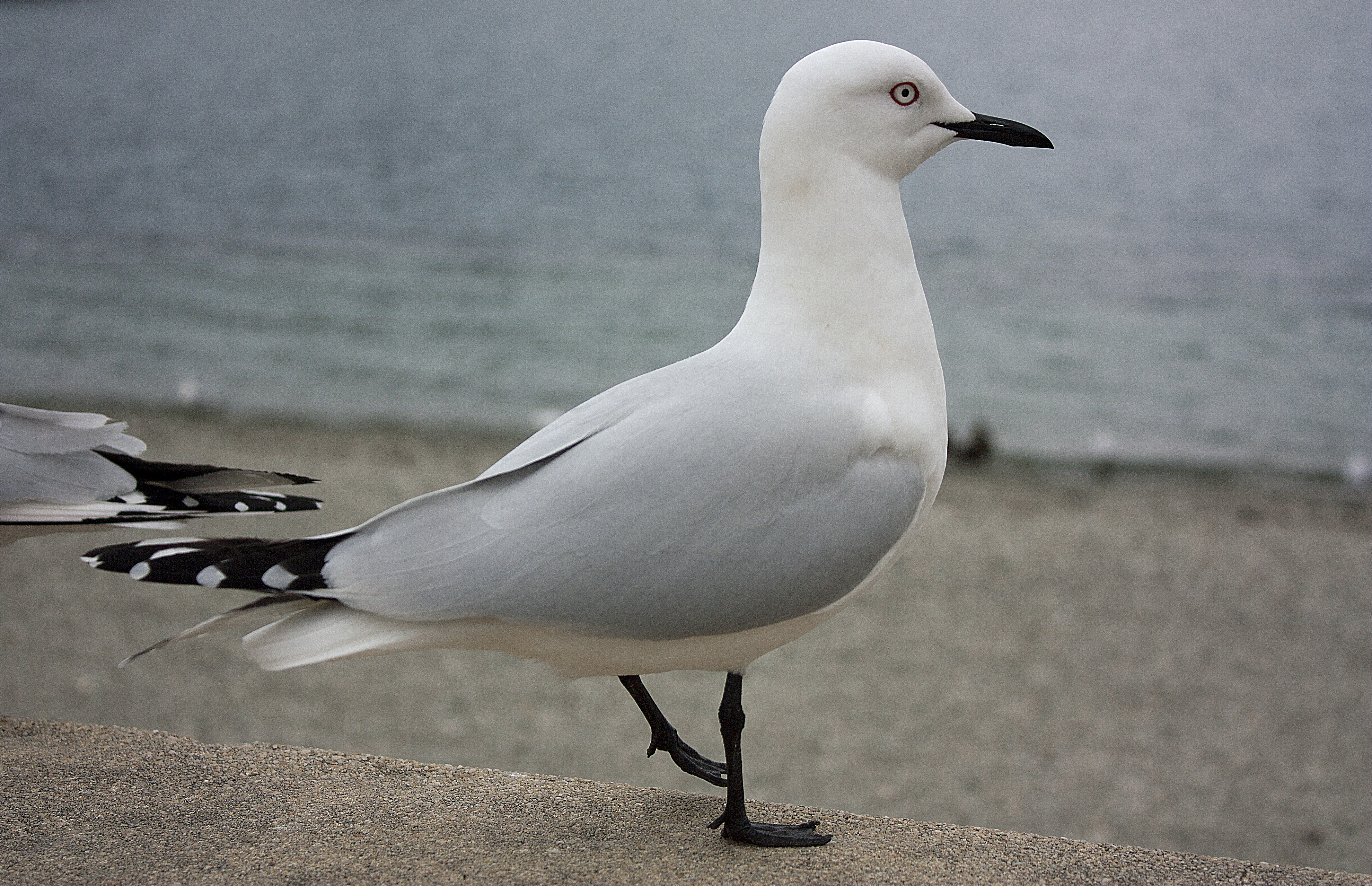
Dospělý jedinec v Queenstown

Racek černozobý je endemitem Nového Zélandu. Podle leteckého průzkumu z let 2014–2017 se 98 % populace vyskytuje na Jižním ostrově, a to hlavně v regionech Southland a Cantebrury, kde se vyskytuje kolem 90 % populace. Z tohoto terénního průzkumu bylo vypočtena existence 60 256 hnízd, což teoreticky odpovídá 120 512 jedincům. Na Severním ostrově byl přitom hnízdící racek černozobý poprvé zaznamenán teprve v roce 1932 na jezeře Rotorua.

## Biologie
Živí se všežravě. V době hnízdění se shlukují v hejnech u bohatých, dočasných zdrojů potravy jakou jsou žížaly odhalené po zorání polí nebo hmyz obnažený či přilákaný k povrchu po dešti. Někdy mohou lovit bezobratlé živočichy přímo z vody. V zimě je jejich jídelníček mnohem pestřejší a zahrnuje mořské bezobratlé, malé rybky, měkkýše nebo zbytky potravy u odpadních košů městských parků.

### Hnízdění

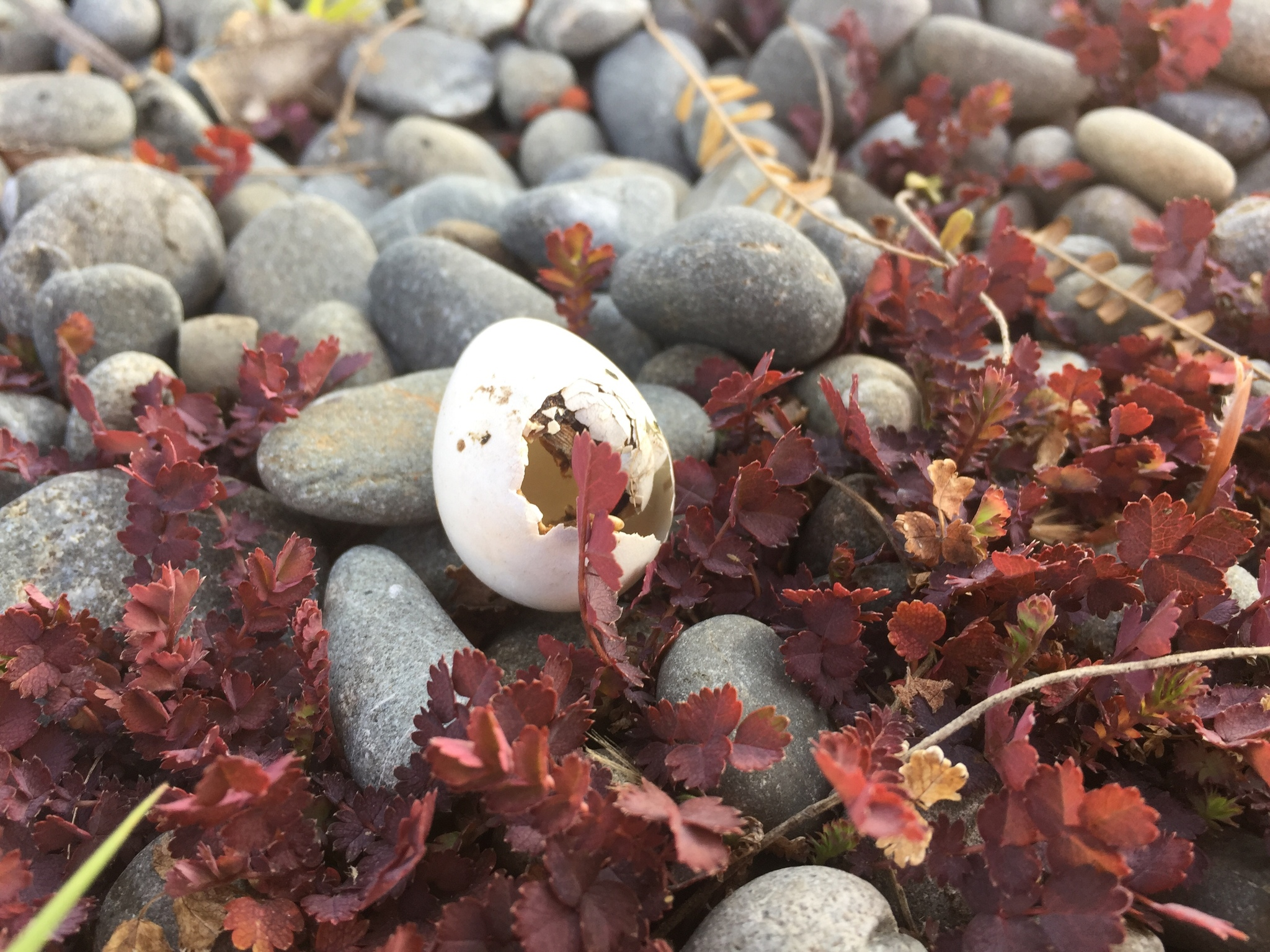
Vejce racka černozobého

Hnízdí v hustých koloniích, kde jsou hnízda namačkána i pouze 45 cm od sebe, avšak směrem k okrajům kolonie se vzdálenost mezi hnízdy zvětšuje. Kolonie může mít i kolem 10 000 hnízd. Kolonie jsou budovány buďto na štěrkových nánosech divočících řek nebo na mořském písčitém či oblázkovém pobřeží. Hlavně divočící řeky prochází velice rychlými přirozenými změnami, takže kolonie racků typicky existuje jen několik let, než je smetena nově vytvořeným říčním korytem nebo je kolonie zarostena bující vegetací, načež si racci musí najít nové místo, kde započnou novou kolonii. K formování páru dochází již v zimních hejnech, která se pobybují hlavně při pobřeží. K namlouvacím rituálům patří žebrání o jídlo a zásnubní krmení regirgutací potravy. V září, kdy se začíná pomalu oteplovat, racci opustí svá zimoviště na pobřeží a vydají do svých (většinou) vnitrozemských kolonií, kde začnou s hledáním vhodného stanoviště pro své hnízdo. To je zpočátku postaveno jen na rychlo, avšak je neustále vylepšováno později během snášení i inkubace. Hnízdo staví hlavně samec s nemalou pomocí samice. Hnízdo z větviček a trav má podobu malé hromádky o průměru kolem 15 cm s mělkým důlkem uprostřed.

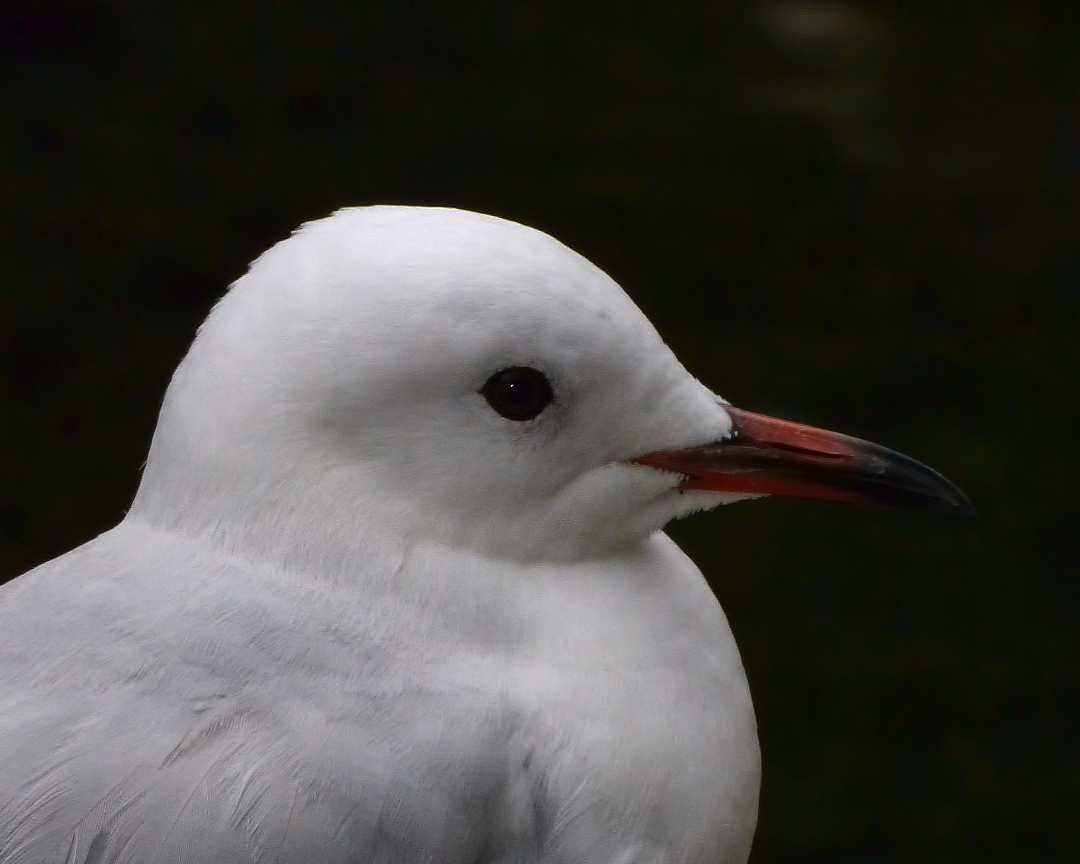
Nedospělý jedinec s patrným červeným zobákem, černou špičkou a černou linkou ve střední části zobáku

Vejce jsou kladena od září do prosince. V případě nenadálých události jako je vyplenění hnízd predátory, vyplavení jarními dešti nebo zavržení kolonie po vyrušení lidmi, může docházet i k pozdějšímu, náhradnímu zahnízdění. Racci černozobí jsou v rámci kolonie dobře synchronizovaní a kladení vajec u většiny členů kolonie nastává v rozmezí několika dní a do 2 týdnů od založení kolonie. Samice klade 1–4, nejčastěji 2 olivově zelená až šedá elipsovitá vejce o rozměrech 55×37 mm. Oba partneři nepřetržitě inkubují po dobu kolem 24 dní. Prekociální ptáčata jsou schopna chodit do 24 h po vyklubání a do 1–2 dnů po narození posledního ptáčete celá rodinka zavrhne hnízdo a dalších cirka 26 dnů se pěšky potuluje po kolonii a jejím bezprostředním okolí. V tomto období rodiče své potomky nadále zahřívají, krmí a stráží. Ptáčata se často shlukují do skupinek, které stráží několik dospělců, což umožňuje části rodičů vydávat se po okolí za krmením. Rodiče ptáčata krmí regurgitací potravy, starší ptáčata mohou nabírat jídlo přímo ze zobáků rodičů. Ve věku 2 týdnů se ptáčata naučí plavat, čehož využívají hlavně v případě ohrožení – před suchozemským predátorem jednoduše uplavou.
Po cca 26 dnech dochází k disperzi. Jak nedospělí jedinci, tak dospělci utvoří velká smíšená hejna a zamíří k pobřeží, kde stráví zimu. K prvnímu zahnízdění může dojít již ve 2. roce života, avšak někteří jedinci poprvé zahnízdí až mnohem později i ve věku 6 let. Může se dožít i více než 30 let. Racci černozobí se mohou křížit s racky novozélandskými. Typicky dochází k hybridizaci mezi samicí racka novozélandského a samcem racka černozobého.

## Ohrožení

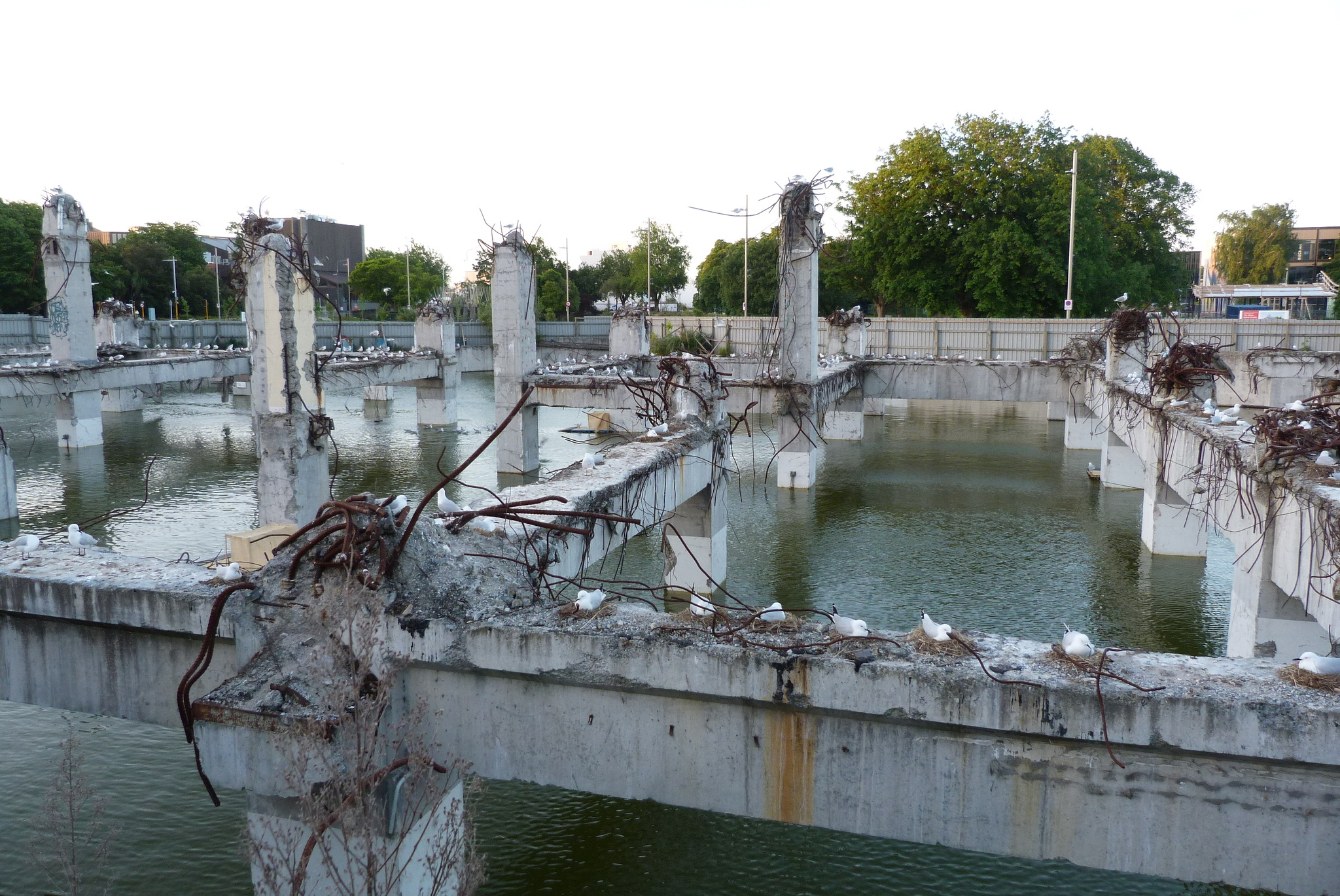
Kolonie postavená přímo v centru města Christchurch

Mezinárodní svaz ochrany přírody druh mezi lety 2005–2019 hodnotil jako ohrožený. Ve zprávě o stavu populace z roku 2020 však status přehodnotil na téměř ohrožený, což je pozvednutí statusu hned o dva stupně. Původně se totiž mělo za to, že populace racků černozobých je na rapidním ústupu, avšak nedostatek dat a nekonzistentní metodologie minulých sčítání tezi o rapidním ústupu nemohou s jistotou potvrdit a nejnovější data spíše naznačují, že populace je buď stabilní nebo jen na velmi mírním ústupu. Následkem toho, že se kdysi myslelo, že populace racků černozobých zažívá rapidní pokles, média často o druhu reportují jako o „nejohroženějším druhu racka na světě“.
Hlavní ohrožení druhu představují introdukovaní invazivní druhy suchozemských predátorů jako je fretka domácí, zdivočelé kočky domácí, hranostajové, potkani i částečně i ježci západní. Tito predátoři hodují na racčích vejcích. Na hnízdech predují i vzdušní predátoři jako jsou racci jižní nebo motáci tichomořští, kteří se dobře adaptovali na změny novozélandské krajiny způsobené člověkem, takže jejich tamější populace vykazují prudký nárůst. Vedle invazivních savců ohrožují racky černozobé i invazivní rostliny, konkrétně např. janovec metlatý (Cytisus scoparius) a lupina mnoholistá (Lupinus polyphyllus), které se nekontrolovatelně šíří štěrkovými koryty řek, čímž zabírají vhodná hnízdící stanoviště. Dalším typem ohrožení jsou lidé a jejich aktivity, hlavně rušení auty. Byly dokonce zaznamenány případy aut, která projela přímo skrze kolonie, nebo odstřelu ptáků.

## Vztah k lidem
Podle kosterních pozůstatky z maorských sídel se předpokládá, že racci černozobí patřili do maorského jídelníčku. Výjimečně může racek černozobý utvořit i kolonii ve městě, jako se tomu stalo v Christchurch, kde racci vybudovali mnoha setou kolonii v oplocené, zavodněné ruině po zemětřeseních z roku 2011 v bezprostřední blízkosti centra města.